# Списак руских градова, ближих и далеких
Листа руских градова, ближих и далеких (блр. Сьпіс рускіх гарадоў далёкіх і блізкіх, укр. Список руських міст далеких і близьких, рус. Список русских городов дальних и ближних) је дело из 14-15. века које се налази у Првој Новгородској хроници, , и  под прилогом рус. А се имена всем градом рускым далним и ближним. То је најраније познато историјско дело које покрива насеља руског народа и стога му се придаје велики историјски значај. Иако оригинални спис није сачуван, најраније познато издање је написано у Новгородској Првој хроници из 15. века, а касније га је поново открио руско-немачки историчар Герхард Фридрих Милер почетком 1760-их.
Оригинални датум израде листа је непознат, али се на основу одређених карактеристика текста може утврдити да потиче од касног 14. до почетка 15. века. Међу списковима руских градова приказани су и неки бугарски градови, укључујући и оне у области Добруџа, који су у хроници чији је део листа описани као под контролом влашког владара Мирче Старијег . Мирчеа је себи дао титулу деспота Добруџа и владао је облашћу два пута у историји; први пут од 1390. до 1391. године, а други од 1406. до 1417. Дакле, на основу претходних података и других чињеница о тексту, може се утврдити да списак потиче или из касног 14. или с почетка 15. века. Списак је остао углавном непознат све док га руско-немачки историчар Герхард Фридрих Милер није открио почетком 1760-их, након чега га је његов колега Август Лудвиг фон Шлоцер објавио на руском језику 1816. године.
На листи је укупно 358 градова који су распоређени у 8-9 категорија и поређани од југа ка северу. Категорије се састоје од бугарског и „влашког“ (старо име за Румуне, који се овде односи на Молдавију и Влашку), подоља, кијевца, волињаца, литванаца, смоленског, рјазанског, залеског и (понекад) тверитског. Док се у најстаријим верзијама листе не помињу локалитети из Твера, у каснијим верзијама налази се 8 градова са њега. Чини се да подела градова на ове групе одражава политичке границе ранијих времена.
Питање шта Рус'/Рус значи у контексту ових градова остаје дебата међу историчарима. Према историчару из совјетског доба Михаилу Тихомирову, листа доказује да је већ почетком 15. века концепт „руског света“ већ постојао. Свој аргумент заснива на чињеници да је аутор изоставио са листе литванска и пољска насеља разних региона, а укључивање Бугарске и Молдавије објашњава њиховом употребом источнословенских језика за писање и/или литургијске сврхе, наглашавајући њихову блискост и сличност. руском народу историјски. Према другима, термин Рус у списку није заснован на етничким разликама, већ на распрострањености источног православног хришћанства. Према овом ставу, Рус и православни су у то време постали синоними, заједно са ширењем старославенског . Дакле, према овој перспективи, укључивање бугарских и молдавских насеља је последица верских сличности, а не етничких, а списак је у суштини скуп верски источно-православних земаља које су користиле старословенски као богослужбени језик.
Иако је оригинални аутор листе непознат, он је вероватно био Руси, јер су градови на листи у потпуности написани у руском облику. Поред тога, аутор је велику пажњу посветио градовима у Залесјеј, Рјазањској и Черниговској области, сугеришући да су пореклом из тог подручја.
Да ли је вероватно да је листу првобитно пратила мапа, због поретка градова од југа ка северу на листи, што има смисла када се узме у обзир да су многе тадашње карте југ постављале на врх карте, а север на дно. Међутим, ако је икада била приложена мапа, она је до сада изгубљена и остао је само текстуални део.

## Поузданост
Док су историјски многи сумњали у истинитост листе, данас је историчари широко прихваћени као легитимни. Николај М. Карамзин и већина других историчара у време његовог открића односили су се према њему са неповерењем, због чињенице да су многа насеља на списку била непозната. Међутим, како је време одмицало, погледи историчара почели су да се мењају. Пољски етнограф Зориан Доłега-Цходаковски написао је одговор Карамзину, у којем је указао на различите аспекте документа који су, чини се, потврдили његову аутентичност. Даља анализа текста од стране историчара довела је до консензуса о његовој легитимности. Најмање 304 од 358 наведених градова могу се идентификовати да би се ускладили са насељем које постоји данас, око 85% од укупног броја наведених насеобина.